# Serra de Vernissa
La serra de Vernissa és una petita serra a Xàtiva (País Valencià). Junt a la serra del Castell, a l'est del coll de Bixquert, forma una unitat orogràfica que s'integra en la serra Grossa de la qual s'estén paral·lela.
Les dues serres divideixen en dues meitats ben diferenciades el terme municipal de Xàtiva. La zona nord comprèn la vall del Canyoles, amb una cubeta plana limitada per zones muntanyoses de forts pendents en què es donen els conreus de regadiu i es localitzen els assentaments de població. La zona sud té un relleu més accidentat dividit en dues conques hidrogràfiques separades per una línia de cims de mitjana altura que uneix de nord a sud la Serra Vernissa i la Serra Grossa. La conca oest aboca al riu Canyoles i la conca est al riu Albaida.
Aquestes serres constitueixen el límit visual i funcional de la zona nord, sent una formació rocosa de fort impacte paisatgístic. En la serra Vernissa, a l'oest, destaca el pic de Vernissa (455 m) per la seua altura, i la Penya de Sant Dídac (378 m) per la seua peculiar formació rocosa en el cim.